# Martin Spieß (Psychologe)
Martin Spieß (* 16. März 1960) ist ein deutscher Psychologe.

## Leben
Er erwarb 1990 das Diplom in Psychologie an der Universität Konstanz, 1995 die Promotion in Statistik an der Universität Konstanz und 2004 die Habilitation in „Statistik und empirische Sozialforschung“ an der Universität Bremen. Seit 2009 ist er Professor für Psychologische Methoden und Statistik an der Universität Hamburg.
Seine Forschungsschwerpunkte sind Kompensation fehlender Daten, semiparametrische Schätzmethoden, Schätzung von Panel- oder Longitudinalmodellen und robuste Schätzung.

## Schriften (Auswahl)
- Parameterschätzung in Regressionsmodellen mit abhängigen diskreten endogenen Variablen. Hartung-Gorre, Konstanz 1995, ISBN 3-89191-911-5.
- mit Gerhard Tutz: Alternative measures of the explanatory power of multivariate probit models with continuous or ordinal responses. Berlin 2002.
- Analyse von Längsschnittdaten mit fehlenden Werten. Grundlagen, Verfahren und Anwendungen. 2005.
- Missing-data-Techniken. Analyse von Daten mit fehlenden Werten. Lit, Hamburg/Münster 2008, ISBN 978-3-8258-9503-7.